# Édouard Plantagenêt (1475-1499)
Pour les articles homonymes, voir Édouard Plantagenêt.
Édouard Plantagenêt (25 février 1475, Warwick – 28 novembre 1499, Tower Hill), titré comte de Warwick par courtoisie, est un prétendant au trône d'Angleterre durant les règnes de Richard III et de son successeur, Henri VII.

## Biographie

### Naissance
Édouard Plantagenêt naît le 25 février 1475 à Warwick. Il est le fils de Georges Plantagenêt, duc de Clarence et frère du roi Édouard IV d'Angleterre, et d'Isabelle Neville, fille de Richard Neville (16e comte de Warwick) (surnommé le Faiseur de rois). Il a un frère et deux sœurs, dont seule une, Margaret, atteint l'âge adulte.
À son baptême, Édouard IV ordonne qu'il soit appelé comte de Warwick. Néanmoins, Édouard Plantagenêt n'a jamais été titré officiellement ainsi, et le déshéritement subi par son père avant son exécution en février 1478 n'a jamais été levé. Il est d'ailleurs privé de l'héritage familial qui est conservé par le roi. Il est confié au fils aîné de la reine Élisabeth Woodville, Thomas Grey, en 1480.

### Le possible statut d'héritier sousRichard III
Ses droits au trône apparaissent à la déposition de son cousin Édouard V, en juin 1483, mais sont ignorés en raison du procès pour trahison de son père, bien que la sentence puisse être révoquée par le Parlement. Son oncle Richard de Gloucester s'empare du trône sous le nom de Richard III. La garde d'Édouard Plantagenêt est confiée à sa tante Anne Neville, épouse de Richard. Il est adoubé le 8 septembre 1483, au moment où son cousin Édouard de Middleham est créé prince de Galles.
À la mort d'Édouard de Middleham en avril 1484, Richard III fait d'Édouard son héritier, probablement par déférence vis-à-vis de la volonté de son épouse Anne Neville. Il est décrit comme étant « simple d'esprit », et après la mort d'Anne en mars 1485, Richard se dépêche de nommer un autre neveu, John de la Pole, son réel héritier.

### Le dernier prétendant yorkiste sousHenri VII
Après la mort du roi Richard à la bataille de Bosworth en août 1485, Édouard est emprisonné à la Tour de Londres par Henri VII à cause de ses droits au trône qui pourraient le menacer. En février 1487, un jeune garçon d'origine humble, Lambert Simnel, est présenté comme étant le comte de Warwick, qui se serait échappé de la Tour. Le 24 mai 1487, Simnel est couronné dans l'église du Christ, la cathédrale de Dublin, comme le « roi Édouard VI ». Henri VII s'empresse de montrer le comte de Warwick en public pour prouver que Simnel est un imposteur. Les partisans de Simnel sont défaits par Henri à Stoke 16 juin 1487. En 1490, Henri VII confirme à Édouard Plantagenêt son titre de comte de Warwick. 
En 1497, le prétendant au trône Perkin Warbeck est emprisonné à la Tour de Londres, aux côtés du comte de Warwick. Les deux hommes auraient tenté de s'évader en 1499. Édouard Plantagenêt est condamné à mort par un tribunal présidé par le comte d'Oxford pour avoir conspiré la déposition du roi. Il plaide coupable. Il est exécuté à la Tour de Londres le 28 novembre 1499. Il est possible que le comte de Warwick ait été exécuté à la suite d'une pression exercée sur Henri VII par Isabelle de Castille et son époux Ferdinand II d'Aragon [réf. nécessaire]. En effet, les Rois catholiques souhaitaient marier leur fille Catherine d'Aragon à Arthur Tudor, fils aîné d'Henri VII. Ils ne souhaitaient donc pas que le trône d'Angleterre fût contesté par des prétendants yorkistes. Catherine affirmera plus tard que les procès intentés par son mari Henri VIII pour divorcer, faute de descendance mâle, étaient une punition divine pour la mort du comte de Warwick.
La Maison d'York s'éteint à la mort d'Édouard Plantagenêt, bien que les fils d'Élisabeth d'York continuent à prétendre au trône. Sa sœur Margaret sera exécutée par Henri VIII en 1541.

### Famille

Arbre généalogique simplifié d'Édouard Plantagenêt.

## Dans la fiction
Édouard apparaît dans la série The White Princess (qui met en scène Élisabeth d'York sa cousine) interprété par les acteurs Rhys Connah et Albert de Jongh.

## Source
- Christine Carpenter, « Edward, styled earl of Warwick (1475–1499) », Oxford Dictionary of National Biography, Oxford University Press, édition en ligne, janvier 2008.